# Omoda C3
Omoda C3 — субкомпактный кроссовер, представленный в 2025 году подразделением Omoda компании Chery.

## Описание
Omoda C3 дебютировал 26 апреля 2025 года в Уху на мероприятии Omoda Day, где также были представлены Omoda C5 CHS и Omoda C7 CHS. Глобальный дебют намечен на октябрь 2025 года. Двумя неделями ранее были раскрыты детали Omoda C3.
Ориентировочная длина Omoda C3 составляет 4,2 м. Дизайн разработан в стиле Cyber-Mecha, а интерьер — в концепции Starship Cockpit. Ожидается, что в семейство Omoda C3 войдут автомобили с ДВС, подзаряжаемые гибриды и электромобили. Привод — передний или полный.
Конкурентом является Lamborghini Urus.